# Байка Шлейхера
Ба́йка Шлейхера — байка «Вівця та коні» («avis akvāsas ka»), написана Августом Шлейхером 1868 року праіндоєвропейською мовою (в тому вигляді, в якому її собі уявляв Шлейхер). З того часу байка багаторазово переписувалася у світлі нових даних про праіндоєвропейську мову й стала таким чином своєрідним полігоном для демонстрації досягнень компаративістики.

## Версії

### Оригінальний текст Шлейхера (1868)
Avis akvāsas ka
Avis, jasmin varnā na ā ast, dadarka akvams, tam, vāgham garum vaghantam, tam, bhāram magham, tam, manum āku bharantam. Avis akvabhjams ā vavakat: kard aghnutai mai vidanti manum akvams agantam. Akvāsas ā vavakant: krudhi avai, kard aghnutai vividvant-svas: manus patis varnām avisāms karnauti svabhjam gharmam vastram avibhjams ka varnā na asti. Tat kukruvants avis agram ā bhugat.

#### Авторський переклад німецькою
[Das] schaf und [die] rosse.
[Ein] schaf, [auf] welchem wolle nicht war (ein geschorenes schaf) sah rosse, das [einen] schweren wagen fahrend, das [eine] grofse last, das [einen] menschen schnell tragend. [Das] schaf sprach [zu den] rossen: [Das] herz wird beengt [in] mir (es thut mir herzlich leid), sehend [den] menschen [die] rosse treibend. [Die] rosse sprachen: Höre schaf, [das] herz wird beengt [in den] gesehen-habenden (es thut uns herzlich leid, da wir wissen): [der] mensch, [der] herr macht [die] wolle [derj schafe [zu einem] warmen kleide [für] sich und [den] schafen ist nicht wolle (die schafe aber haben keine wolle mehr, sie werden geschoren; es geht ihnen noch schlechter als den rossen). Dies gehört-habend bog (entwich) [das] schaf [auf das] feld (es machte sich aus dem staube).

### Модернізація Гірта (1939)
Owis ek’wōses-kʷe
Owis, jesmin wьlənā ne ēst, dedork’e ek’wons, tom, woghom gʷьrum weghontm̥, tom, bhorom megam, tom, gh’ьmonm̥ ōk’u bherontm̥. Owis ek’womos ewьwekʷet: k’ērd aghnutai moi widontei gh’ьmonm̥ ek’wons ag’ontm̥. Ek’wōses ewьwekʷont: kl’udhi, owei!, k’ērd aghnutai vidontmos: gh’ьmo, potis, wьlənām owjôm kʷr̥neuti sebhoi ghʷermom westrom; owimos-kʷe wьlənā ne esti. Tod k’ek’ruwos owis ag’rom ebhuget.

### Модернізація Леманна та Згусти (1979)
Owis eḱwōskʷe
Gʷərēi owis, kʷesjo wl̥hnā ne ēst, eḱwōns espeḱet, oinom ghe gʷr̥um woǵhom weǵhontm̥, oinomkʷe meǵam bhorom, oinomkʷe ǵhm̥enm̥ ōḱu bherontm̥. Owis nu eḱwobh(j)os (eḱwomos) ewewkʷet: "Ḱēr aghnutoi moi eḱwōns aǵontm̥ nerm̥ widn̥tei". Eḱwōs tu ewewkʷont: "Ḱludhi, owei, ḱēr ghe aghnutoi n̥smei widn̥tbh(j)os (widn̥tmos): nēr, potis, owiōm r̥ wl̥hnām sebhi gʷhermom westrom kʷrn̥euti. Neǵhi owiōm wl̥hnā esti". Tod ḱeḱluwōs owis aǵrom ebhuget.

### Модернізація Данки (1986)
Ігнацій Ришард Данка запропонував свій варіант байки, а також переклав її польською мовою.
Owis ek’woi kʷe
Owis, jesmin wl̥nā ne ēst, dedork’e ek’wons woghom gʷr̥um weghontn̥s - bhorom meg'əm, monum ōk’u bherontn̥s. Owis ek’wobhos eweukʷet: K’erd aghnutai moi widn̥tei g’hm̥onm̥ ek’wons ag’ontm̥. Ek’woi eweukʷont: K’ludhi, owi, k’erd aghnutai dedr̥k'usbhos: monus potis wl̥nām owiōm temneti: sebhei ghʷermom westrom - owibhos kʷe wl̥nā ne esti. Tod k’ek’luwōs owis ag’rom ebhuget.

### Модернізація Адамса (1997)
H₂óu̯is h₁ék̂u̯ōs-kʷe
[Gʷr̥hₓḗi] h₂óu̯is, kʷési̯o u̯lh₂néh₄ ne (h₁é) est, h₁ék̂u̯ons spék̂et, h₁oinom ghe gʷr̥hₓúm u̯óĝhom u̯éĝhontm̥ h₁oinom-kʷe ĝ méĝhₐm bhórom, h₁oinom-kʷe ĝhménm̥ hₓṓk̂u bhérontm̥. h₂óu̯is tu h₁ek̂u̯oibh(i̯)os u̯eukʷét: 'k̂ḗr hₐeghnutór moi h₁ék̂u̯ons hₐéĝontm̥ hₐnérm̥ u̯idn̥téi. h₁ék̂u̯ōs tu u̯eukʷónt: 'k̂ludhí, h₂óu̯ei, k̂ḗr ghe hₐeghnutór n̥sméi u̯idn̥tbh(i̯)ós. hₐnḗr, pótis, h₂éu̯i̯om r̥ u̯l̥h₂néhₐm sebhi kʷr̥néuti nu gʷhérmom u̯éstrom néĝhi h₂éu̯i̯om u̯l̥h₂néhₐ h₁ésti.' Tód k̂ek̂luu̯ṓs h₂óu̯is hₐéĝrom bhugét.

### Модернізація Кортландта (2007)
ʕʷeuis ʔkeuskʷe
ʕʷeuis iosmi ʕuelʔn neʔst ʔekuns ʔe 'dērkt, tom 'gʷrʕeum uogom ugentm, tom m'geʕm borom, tom dgmenm ʔoʔku brentm. ʔe uēukʷt ʕʷeuis ʔkumus: kʷntske ʔmoi kērt ʕnerm ui'denti ʔekuns ʕ'gentm. ʔe ueukʷnt ʔkeus: kludi ʕʷuei, kʷntske nsmi kērt ui'dntsu: ʕnēr potis ʕʷuiom ʕulʔenm subi gʷormom uestrom kʷrneuti, ʕʷuimus kʷe ʕuelʔn neʔsti. To'd kekluus ʕʷeuis ʕe'grom ʔe bēu'gd.

### Модернізація Лур (2008)
h₂ówis h₁ék’wōskʷe
h₂ówis, (H)jésmin h₂wlh₂néh₂ ne éh₁est, dedork’e (h₁)ék’wons, tóm, wóg’ʰom gʷérh₂um wég’ʰontm, tóm, bʰórom még’oh₂m, tóm, dʰg’ʰémonm h₂oHk’ú bʰérontm. h₂ówis (h₁)ék’wobʰos ewewkʷe(t): k’ḗrd h₂gʰnutoj moj widntéj dʰg’ʰmónm (h₁)ék’wons h₂ég’ontm. (h₁)ék’wōs ewewkʷ: k’ludʰí, h₂ówi! k’ḗrd h₂gʰnutoj widntbʰós: dʰg’ʰémō(n), pótis, h₂wlnéh₂m h₂ówjom kʷnewti sébʰoj gʷʰérmom wéstrom; h₂éwibʰoskʷe h₂wlh₂néh₂ né h₁esti. Tód k’ek’luwṓs h₂ówis h₂ég’rom ebʰuge(t).

### Модернізація Войлеса та Баррака (2009)
Owis eḱwōs kʷe
Owis, jāi wl̥nā ne eest, dedorḱe eḱwons, tom woǵʰom gʷr̥um weǵʰontm̥, tom bʰorom meǵm̥, tom ǵʰm̥onm̥ ōku bʰerontm̥. Owis eḱwobʰjos eweket: “Ḱerd angʰetai moi widontei ǵʰm̥onm̥ eḱwons aǵontm̥”. Eḱwos wewekur: “Ḱludʰe, owei! Ḱerd angʰetai widontbʰjos: ǵʰm̥on, potis, wl̥nam owijōm kʷr̥neti soi gʷʰermom westrom; owibʰjos kʷe wl̥nā ne esti”. Tod ḱeḱlōts owis aǵrom ebʰuget.

### Модернізація Мелчерта (2009)
H₂ówis (h₁)ék̂wōs-kʷe
h₂áwej josméj h₂wl̥h₁náh₂ né h₁ést, só h₁ék̂woms derk̂t. só gʷr̥hₓúm wóĝhom wéĝhet; méĝh₂m̥ bhórom; só (dh)gĥémonm̥ h₂ṓk̂u bhéret. h₂ówis h₁ék̂wojbh(j)os wéwk(ʷ)et: (dh)ĝhémonm̥ spék̂joh₂ h₁ék̂ʷoms-kʷe h₂éĝeti, k̂ḗr moj aglmutór. h₁ék̂wōs tu wéwkʷont: k̂ludhí, h₂owei! tód spék̂jomes/n, n̥sméi aghnutór k̂ḗr: (dh)ĝhémō pótis sē h₂áwjōm h₂wl̥h₁nā́h₁ gʷhérmom wéstrom (h₁)wébht, h₂áwibh(j)os tu h₂wl̥h₁náh₂ né h₁ésti. tód k̂ek̂luwṓs h₂ówis h₂aĝróm bhugét.

### Модернізація Берда (2013)
Ендрю Майлз Берд, американський лінгвіст з Кентуккійського університету на сайті Американського археологічного інституту запропонував свій варіант з реконструйованою фонетикою і фонологією. Реконструкція Берда значною мірою ґрунтується на дослідженнях його вчителя професора Гарольда Крейга Мелчерта, лінгвіста з Каліфорнійського університету. Учений сам озвучив свою версію байки.
H₂óu̯is h₁éḱu̯ōs-kʷe
h₂áu̯ei̯ h₁i̯osméi̯ h₂u̯l̥h₁náh₂ né h₁ést, só h₁éḱu̯oms derḱt. só gʷr̥hₓúm u̯óǵʰom u̯eǵʰed; só méǵh₂m̥ bʰórom; só dʰǵʰémonm̥ h₂ṓḱu bʰered. h₂óu̯is h₁ékʷoi̯bʰi̯os u̯eu̯ked: “dʰǵʰémonm̥ spéḱi̯oh₂ h₁éḱu̯oms-kʷe h₂áǵeti, ḱḗr moi̯ agʰnutor”. h₁éḱu̯ōs tu u̯eu̯kond: “ḱludʰí, h₂ou̯ei̯! tód spéḱi̯omes, n̥sméi̯ agʰnutór ḱḗr: dʰǵʰémō, pótis, sē h₂áu̯i̯es h₂u̯l̥h₁náh₂ gʷʰérmom u̯éstrom u̯ept, h₂áu̯ibʰi̯os tu h₂u̯l̥h₁náh₂ né h₁esti. tód ḱeḱluu̯ṓs h₂óu̯is h₂aǵróm bʰuged.

### Переклад англійською
The Sheep and the Horses
[On a hill,] a sheep that had no wool saw horses, one of them pulling a heavy wagon, one carrying a big load, and one carrying a man quickly. The sheep said to the horses: "My heart pains me, seeing a man driving horses." The horses said: "Listen, sheep, our hearts pain us when we see this: a man, the master, makes the wool of the sheep into a warm garment for himself. And the sheep has no wool." Having heard this, the sheep fled into the plain.

### Переклад
Вівця та коні
Вівця, [на] якій не було вовни (стрижена вівця), побачила коней: (один) — тягнув важкий віз, (один) — великий вантаж, [ще один] швидко ніс людину. Вівця сказала коням: «Серце стискується [в] мене (це сердечно засмучує мене), коли бачу людину, що керує кіньми». Коні сказали: «Слухай, вівце, [наше] серце [теж] стискується від побаченого ([нас теж] щиро засмучує те, що ми знаємо): людина, пан, перетворює  вовну вівці [у] теплу одежу [для] себе; а у вівці не залишається вовни» (хоча вівця більше не матиме шерсті, її стригтимуть; їй стає ще гірше, ніж коням). Почувши це, вівця втекла [у] поле.

## Відмінності між версіями
Деякі відмінності між текстами є лише варіаціями стилів написання. Наприклад, w та u̯ є різними способами передачі одного звуку, приголосного u. Проте, багато інших відмінностей пояснюються різними поглядами на фонологічні та морфологічні системи праіндоєвропейської мови.
У Шлейхеровій реконструкції вокалізм o/e є другорядним і його версія ПІЄ значно ближча до Санскриту, ніж до сучасних реконструкцій.
У версії Гірта присутній вокалізм o/e, палатовелярні і лабіовелярні приголосні, складові сонорні приголосні.
Леман і Згуста вносять в свою версію один ларингал.
Адамс був одним із перших, хто повністю відобразив ларингальну теорію у своїй версії байки. Судячи з тексту, він вважає, що існує чотири різних ларингальних фонеми. Внаслідок цього в Адамсовому тексті вже немає ā.

## У попкультурі
ПІЄ використовується у короткому діалозі між астронавтами-людьми та іншопланетянином "Інженером" у фільмі Рідлі Скота "Прометей". У одній з перших сцен фільму, андроїд Дейвід (якого грає Майкл Фасбендер) практикує вимову, декламуючи байку Шлейхера інтерактивному комп'ютерові, готуючись до першого контакту з "Інженерами".